# تبييض الأطفال
تبييض الأطفال أو التبني غير الشرعي (بالإنجليزية: Child laundering)‏ هو نظام يسهِّلُ الأساليب غير القانونية والاحتيالية في عمليات التبني على المستوى الدولي. وقد يشمل الاتجار بالأطفال وأخذ الأطفال من خلال الترتيبات المالية والخداع أو بالقوة. يمكن أحيانًا وضع الأطفال في دور أيتام مزيفة بينما يتم ترتيب إجراءات التبني الدولية القانونية لإرسالهم إلى الأهل الذين يريدون تبنيهم في بلد آخر.
وكثيرًا ما تكون عصابات استغلال الأطفال ضخمة، مع وجود الكثير من الأشخاص المُحَفَّزِين بسبب الأرباح الكبيرة من الأسواق الإجرامية لعمليات التبني الدولية. مع استعداد الأشخاص في الغرب لإنفاق آلاف الدولارات لتبني طفل، يوجد حوافز نقدية كافية لنشر حلقة الاستغلال ليس فقط في الطبقات الوسطى وإنما إلى الطبقات الأكثر ثراءً في المجتمع. تقوم هذه العائلات «سماسرة الأطفال» بإنشاء هوية جديدة للطفل، و «تأكيد» الوضع القانوني له وتسجيله كيتيم وضمان عدم اكتشاف عملية الاحتيال.
استغلال الأطفال هي مسألة خلافيّة؛ على الرغم من أن البعض يعتقد أن هؤلاء الأطفال يعامَلُونَ وكأنهم أدوات أو بضاعة ويحرمون من الاتصال الأسَرِي، يجادل آخرون بأن الأطفال سيعيشون في نهاية المطاف في بيئةٍ أكثر ثراءً وتفتح لهم الكثير من الفرص والآفاق نتيجة لهذا التبني.

## التسلسل الهرمي للمتورطين
هناك تسلسل هرميّ معقد في هذه التجارة، يشمل الحكومات ودور الأيتام والوسطاء والأسر الأساسية والأسر المُتَبَنِيِّة. وتشير التقديرات إلى أن الأشخاص المسؤولين عن عمليات استغلال الأطفال هذه يكسبون ما بين ألفين إلى عشرين ألف دولار من كل عملية تبني دوليّة. ونتيجة لذلك، فإن امتلاك اللغة والمهارات الاجتماعية مفيدٌ جدًا لهؤلاء الأفراد للعمل بشكل وثيق مع وكالات التبني الغربيّة. الوسطاء مهمون في الحصول على الأطفال لأن عملهم هو العثور على أهالٍ فقراء بشدة قد يكونون مستعدين للتخلي عن أطفالهم بدافع الضرورة. غالبًا ما يكون الأشخاص المشاركون في توظيف وإدارة حلقة التبني هم مواطنون محليون من الطبقة الوسطى أو العليا، وعادة ما يكون لديهم نظرة سلبية حول الأشخاص الفقراء. لذلك، يمكن لهؤلاء الوسطاء أن ينصحوا بأخذ الأطفال من الأسرة الأساسية حتى تتم تربيته بشكل أفضل في الغرب. يتم رشوة العديد من أعضاء الحكومات الأجنبية للتعجيل بعمليات التبني غير المشروعة هذه وأيضًا لتجاهل عدم شرعية هذه الوكالات الإجرامية.

## عملية التبني غير القانوني
كما ذُكر سابقًا، فإن عمليات التبني غير القانونية للأطفال تتم بوجود تسلسل هرمي من الأشخاص الذين يتلاعبون بقانون التبني ليحصلوا على الأرباح. تبدأ هذه العملية عندما يحصل الوسطاء على حَضانة الأطفال من خلال تقنيات متعددة. ثم يتم نقل الأطفال في كثير من الأحيان إلى دور التبني التي تسهّل العملية، حيث يتعرضون فيها أحيانًا للإيذاء والتعامل السيء. أخيرًا، بعد تزوير هوية الطفل، يتم إرساله إلى الغرب للم شمله مع أهله بالتبني.

## الحصول على الأطفال
هناك طرق مختلفة للحصول على «الأيتام» وبيعهم. عادةً ما تكون الدول التي تصدّر الأطفال محرومةً وفقيرة، وغالبًا يمكن للأهالي الفقراء في تلك الدول رعاية أطفالهم مؤقتًا من خلال وضعهم في دور الأيتام أو الفنادق أو المدارس. توفّر هذه المؤسسات الرعايةَ والسكن والغذاء للأطفال الفقراء حتى يتحسّن الوضع الاقتصادي لأسرِهِم. في بعض الحالات، قد لا يكون لدى الوالِدَينِ نيّة للتخلي عن حقهم في الرعاية أو التخلي عن أطفالهم. ومع ذلك، قد تستفيد هذه المؤسسات بشكل غير قانوني من نقاط الضعف الاقتصادي والاجتماعي للطفل والأسرة من خلال عرضِ الطفل في أسواق التبني الدوليّة التي تدفع آلاف الدولارات لأصحاب دور الأيتام عن كل طفل. هناك حالة أخرى يتم فيها تصنيف الأطفال بشكل غير صحيح على أنهم أيتام عندما ينفصلون عن أقاربهم. على الرغم من أن المؤسسات مجبرة بموجب القانون على بذل جهدٍ لتحديد مكان الأسرة، فإنّه لا توجد على الإطلاق وسيلةٌ للحكم على ما إذا كانت المؤسسات تقوم بذلك أم لا. إذا فشلت الجهود الأولية لإيجاد الأسرة فعلًا أو تم الإعلان عن فشلها، يمكن للمؤسسة الاستفادة حينها عن طريق عرض الطفل للتبني. هناك طريقة أخرى للحصول على «الأيتام» وهي شراء الطفل بشكل مباشر. تغري عصابات التبني الأمهات الفقيرات والحوامل وتَعِدُ بدفع تكاليف أطفالِهِنّ. قد يُدفَعُ الوالدان للاعتقاد أنهما سيكونان قادرين على البقاء على اتصالٍ مع طفلهما والحصولِ على الدعم المالي من الوالدَين بالتبني. وبالمثل، قد يوعَدُونَ بأنّه بعد أن يكبر طفلُهُم، سيتمكنون من الهجرةٍ للعيش معه في بلدٍ أكثر تقدمًا اقتصاديًا. يستخدم الوسطاء هذه الطرق وغيرها لإقناع الأهالي الأساسيين بأنهم يقدمون مستقبلًا أفضل لأطفالهم.

## معاملة الأطفال ضمن دور الأيتام
قام عملاء ICE في الولايات المتحدّة بزيارة العديد من دور الأيتام في بلدان أخرى مرتبطة بتجارة الأطفال، وكانت النتائج التي توصلوا إليها مروّعة. كانت الظروف المعيشية للأطفال حديثي الولادة غير إنسانيةٍ حيث كانوا غير نظيفين وعراةٍ وغير محميين من الملاريا بسبب وضعهم في أسرّةٍ صدئة. علاوة على ذلك، لم يكن هناك أيّ ممرضةٍ محترفة لرعاية الأطفال، وأشار المحقق لدور الرعاية هذه بأنها «منازل لبيع الممنوعات». يمكن تحسين ظروف الأطفال بشكل كبير باستخدام جزءٍ بسيطٍ من الأرباح التي تتلقاها الدور لكل تبني والتي تقدر بآلاف الدولارات.

## التبني الدولي
الولايات المتحدة مسؤولة عن معظم عمليات التبني الدولية بنسبة 20000 من إجمالي 30000 يتيم يتم تبنيه سنويًا. يدفع الغربيون الذين يتبنون الأطفال من الدول النامية آلاف الدولارات لمعالجة الأوراق الخاصة لكل طفل. يوفر هذا حافزًا لأولئك المشاركين في عملية التبني. في كثير من الحالات، يكون الدافع وراء الأهالي الذين يقومون بالتبني هو الشعور بالإيثار، إلى جانب رغبتهم في التغلب على العقم والوصول إلى شعورهم بكونهم أسرة نووية. يطلب هؤلاء المُتَبَنون الأطفال الأصحاء الذين يمكِنُهُم الاندماج في منزلهم الجديد وقطع الروابط مع مسقط رأسهم ونسيان ثقافتهم الأساسية. يتم ايصال المتبنين المحتملين مع «الأيتام» من خلال وكالات التبني أو السماسرة أو وكالات الإعلان عبر الإنترنت. نظرًا لأن معظم الأطفال الذين تم تبنيهم دوليًّا هم صغار جدًا، فلن يتذكروا سوى القليل عن عائلاتهم البيولوجية. يكاد يكون من المستحيل تحديد ما إذا كان الطفل يتيمًا بدون القيام بتحقيق دقيق أو الحصول على معلومات من الطفل.

## التشريعات الدولية

### اتفاقية لاهاي للتبني
تم اعتماد اتفاقية لاهاي للتبني لتنظيم عمليات التبني الدولية. تسعى الاتفاقية إلى وضع معايير خاصة لعمليات التبني الدولية لمكافحة استغلال الأطفال. هدفها هو إيجاد علاج غير مباشر للانتهاكات. ومع ذلك، ونظرًا لأن اتفاقية لاهاي لا تحاول بذل أي جهد للحفاظ على الأسرة قبل اللجوء إلى التبني الدولي، فإن الاتفاقية تمثّل معاهدةً لمكافحة الاتجار بالبشر. ولتنفيذ أهداف اتفاقية لاهاي، أقر كونغرس الولايات المتحدة قانون التبني على الصعيد الدولي في عام 2000. ومع ذلك، فإن هذا القانون مقيّد حيث أن الولايات المتحدة لا يمكنها فرض أي عقوبات على الدولة المُرسِلة إذا ما تم الكشف عن الفساد في عملية التبني.

### موقف الولايات المتحدة
لا تعتبر وزارة الخارجية الأمريكية استغلال الأطفال نوعًا من الاتجار بالبشر لأنه نتيجته في النهاية غير استغلالية. علاوة على ذلك، بغض النظر عن الظروف الكامنة وراء طريقة أخذ الطفل، فإنه يعتبر عملًا إنسانيًا. تعمل وكالات التبني في الغرب داخل إطارٍ قانونيّ ولا يوجد أي وسيلة لمعرفة ما إذا كانت متواطئة في جريمة حقوق الإنسان تلك. ونتيجة لذلك، تفتقر الولايات المتحدة إلى القدرة القضائية لمقاضاة هذه الوكالات التي تعمل في البلدان النامية.

## دراسات الحالة لبعض الدول
استغلال الأطفال هي مشكلة عالمية، وقد وقعت العديد من الحوادث البارزة في العقد الماضي. تشكل غواتيمالا والصين وكمبوديا أمثلة رئيسية حول الصعوبات المتعلقة بعمليات التبني على الصعيد الدولي.

### غواتيمالا
منذ 1999 حتى 2011 كان لدينا ما يلي:
•	29731 حالة تبني لأطفال غواتيماليين
•	15691 إناث و 14040 ذكور
•	20829 من عمليات التبني هذه كانت لأطفال تقل أعمارهم عن 1 سنة
•	6557 حالة تبني لأطفال في سن 1-2 سنة
•	2749 حالة تبني لأطفال يبلغون من العمر 3-18 سنوات
قبل اعتماد غواتيمالا لاتفاقية لاهاي في عام 2007، كان استغلال الأطفال مشكلة واسعة الانتشار وعلنيّة في البلد. يُعرف المُجَنِّدون باسم (Jaladoras) جالادوراس أو (Buscadoras) بوسكادوراس، ويتعاونون كثيرًا مع الموظفين الطبيين الذين يقدمون لهم معلوماتٍ حول مكان العثور على النساء المستضعفات. مقابل كل طفل يتم شراؤه، يكسب البوسكادوراس من 5000 إلى 8000 دولار. بعض الطرق تتضمن إخبار النساء بأن طفلهن لم ينجو من الولادة أو عن طريق شراء طفل بشكل مباشر وفوري. لا تتلقى تلك النساء الكثير من التعويضات عن أطفالهن، حيث تذهب معظم الرشاوى إلى «سماسرة الأطفال» الذين يعالجون معظم الأوراق في عملية التبني. أصدَرَت غواتيمالا قوانين جديدةً لتوفير معايير جديدة لعمليات التبني بعد التوقيع على اتفاقية لاهاي. يجب أن تكون جميع وكالات التبني معتَمَدة ومسؤولة عن أفعالها،  وأن تكون لديها سجلات مالية مفصّلة ودقيقة. علاوة على ذلك، أصبحت الكفالة والتبني الآن في مستوى أعلى من المساءلة تحت إشراف أمانة الرعاية الاجتماعية (SBS). كما تم إنشاء السلطة المركزية (CA) لضمان التزام غواتيمالا بقواعد اتفاقية لاهاي. الأطفال الذين تمت الموافقة عليهم قانونيًّا للتبني (من قبل قاضٍ) يتم ايصالهم بأسرة تبني محتَمَلَة من قِبَل فريق مكوّن من عامل اجتماعي في السلطة المركزية وأخصائي نفسي. علَّقَت غواتيمالا جميع عمليات التبني الدولية بعد إصلاح الحكومة الغواتيمالية. ومع ذلك، في عام 2011 أعلنوا أن الحكومة ستنظر في الحالات التي كانت قيد الإعداد منذ عام 2007 لكنها لن تأخذ أي طلبات جديدة. لم تعد الولايات المتحدة تأخذ عمليات تبني من غواتيمالا، وانضمت أخيرًا إلى صفوف العديد من البلدان الأخرى التي فرضت وقفًا اختياريًا على التبني من غواتيمالا.

### الصين
منذ 1999 حتى 2011 كان لدينا ما يلي:
•	66630 حالة تبني لأطفال صينيين
•	60431 إناث و 6199 ذكور
•	25605 من عمليات التبني هذه كانت لأطفال تقل أعمارهم عن 1 سنة
•	33566 حالة تبني لأطفال في سن 1-2 سنة
•	6904 حالة تبني لأطفال يبلغون من العمر 3-18 سنوات
شهدت الصين انتشار كبير لحالات استغلال الأطفال في العقود الماضية، على الرغم من أنها تعتبر الآن أفضل حالًا من معظم البلدان الأخرى. أبلغت الصين عن حوالي 10000 عملية اختطاف سنويًا، على الرغم من أن الأرقام الفعلية أعلى بكثير. تستند الأرقام الرسمية فقط إلى القضايا التي تم حلها، ولكن إثبات أن الطفل تم اختطافه قبل أن يتم تبنيه هو أمر صعب. غالبية هؤلاء الأطفال من أسر منخفضة الدخل في المناطق الريفية، ويتم سرقتهم للاستفادة من المبالغ التي تقدمها العائلات الغربية. سلطت فضيحة هونان الضوء على العديد من هذه القضايا، حيث أرسلت دور الأيتام وسطاء إلى المناطق الريفية للحصول على الأطفال، ثم نقلهم ضمن هونان وإعطائهم وثائق مزورة للتستير على الموضوع. يجادل البعض بأن قضية استغلال الأطفال في الصين تنبع من سياسة الطفل الواحد، التي غيرت الوضع القديم حيث كان هناك فائض من الأطفال ليتم تبنيهم. منذ زيادة الطلب على الأطفال الصينيين، أصبحت المؤسسات تلجأ إلى أساليب مثل الاختطاف لتلبية الطلب وتحقيق الربح. وقد تم انتقاد هذا الوضع بسبب ان نظام التبني الدولي قد خلق نظامًا يتم فيه إساءة معاملة الأسر ذات الدخل المنخفض في الصين لإشباع الطلب الغربي على الأطفال. بالإضافة إلى ذلك، تشير المبررات العرقية لهذه السلوكيات إلى أن الطفل سيكون لديه حياة أفضل في الغرب دون أي صلة بالعائلة البيولوجية، في حين يعتقد البعض أنه يجب الحفاظ على العائلة بأي ثمن.

### كمبوديا
منذ 1999 حتى 2011 كان لدينا ما يلي:
•	2355 حالة تبني لأطفال كمبوديين
•	1369 إناث و 986 ذكور
•	1370 من عمليات التبني هذه كانت لأطفال تقل أعمارهم عن 1 سنة
•	677 حالة تبني لأطفال في سن 1-2 سنة
•	308 حالة تبني لأطفال يبلغون من العمر 3-18 سنوات
في حين أن معظم حالات التبني على الصعيد الدولي تستغرق عامين أو أكثر، وضعت كمبوديا سياسة للاستعجال بهذا الإجراء ليتم في أقل من ثلاثة أشهر في كثير من الأحيان. يعتَبِر نشطاء حقوق الإنسان كمبوديا واحدة من البلدان التي لديها أسوأ مستوياتِ فسادٍ في عمليات التبني على المستوى الدولي. وفقًا لــ LICADHO، وهي منظمة كمبودية لحقوق الإنسان، فإن القائمين على أخذ الأطفال يستهدفون الأسر ذات الدخل المنخفض والنساء للحصول على الأطفال الصغار. غالبًا ما يتم استخدام طرق مثل الشراء المباشر للأطفال مقابل 20 دولارًا أمريكيًا أو خداع الأهل ليقوموا بالتخلي عن الحضانة.
إحدى القضايا البارزة التي ركزت عليها وسائل الإعلام تتعلق بمشروع اختطاف أطفال نظمته امرأة أمريكية تدعى لورين غاليندو. تم الحكم على جاليندو وإدانتها في الولايات المتحدة بتهمة «تحريفات تتعلق بوضع اليتيم وهويته» للأطفال الذين تم تنبيهم بين عامي 1997 إلى 2001. تلقت غاليندو حكمًا بالسجن 18 شهرًا وغرامةً مع خدمة المجتمع. في الوقت الحالي، لم تعد الولايات المتحدة التي كانت ذات يوم واحدةً من أكثر الوجهات شعبيّة للمتبنين الكمبوديين تقبل التبني الكمبودي.